# Isola di Disko
L'isola di Disko (in danese Diskoøen, groenlandese Qeqertarsuaq) è un'isola della Groenlandia di 3312 miglia quadrate (8578 km²) che si affaccia a est sulla baia di Disko a cui dà il nome, a nord sul Vaigat e ad ovest sulla baia di Baffin e lo Stretto di Davis; è la più grande isola dell'arcipelago della Baia di Disko e dell'intera Groenlandia (a parte la Groenlandia stessa) ed è fra le 100 isole più grandi del mondo. Fa parte del comune di Qeqertalik; ci sono solo tre centri sull'isola: Qeqertarsuaq, Diskofjord e Qullissat. Sull'isola sono presenti giacimenti di ferro nativo, molto raro, e si possono compiere escursioni a piedi o su slitta al ghiacciaio dell'isola, il Lygnmark.